# 內側旋股動脈
內側旋股動脈（Arteria circumflexa femoris medialis）為大腿上部的一條动脉，負責供養股骨頸。該條血管損傷或阻塞可能會導致失血管性壞死，而最常見的損傷原因則為股骨頸骨折。

## 解剖
內側旋股動脈源自於深股動脈內後方，並沿著股骨頭向內後旋。該條血管會穿過恥骨肌以及髂腰肌，之後穿過外閉孔肌和內收短肌之間。
有時內側旋股動脈會直接從股動脈分出。

### 分支
該動脈於內收短肌上緣有兩條分支。
- 上升支（英语：Ascending branch of medial circumflex femoral artery）
- 下降支則會從內收短肌（英语：adductor brevis）下方穿過，並供應內收短肌及內收大肌（英语：adductor magnus），下降支又會成三條更細的分支：
  - 淺支（英语：Superficial branch of medial circumflex femoral artery）
  - 深支（英语：Deep branch of medial circumflex femoral artery）
  - 髖臼支（英语：Acetabular branch of medial circumflex femoral artery）

## 其他圖像

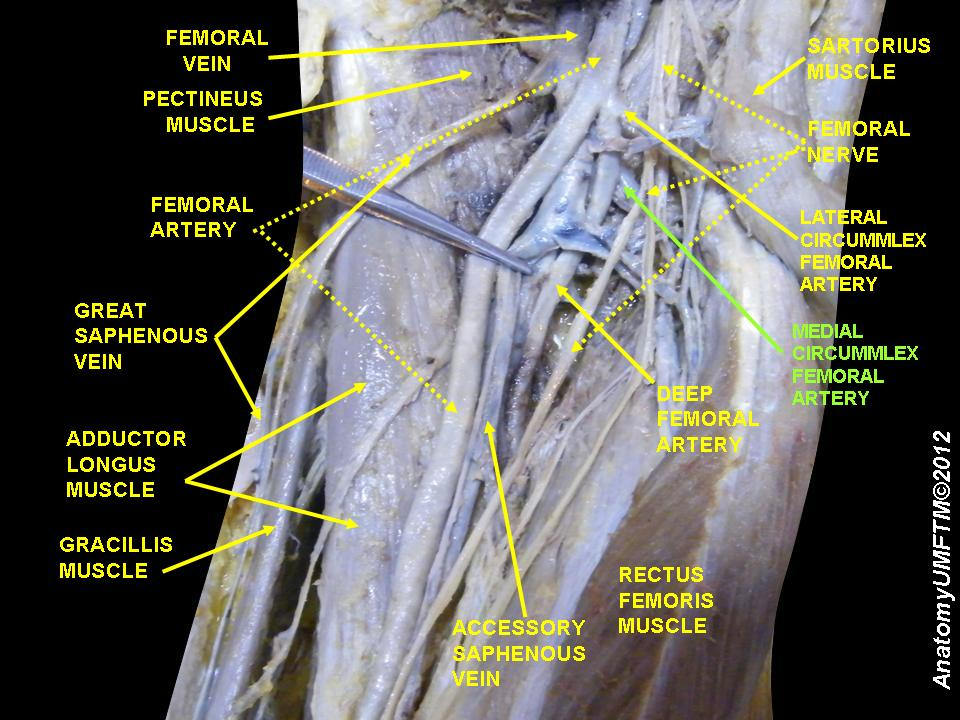
內側旋股動脈

## 外部連結
- 杜克大学医学中心整形外科計畫中的Medial femoral circumflex artery
- Anatomy figure: 12:04-06 at Human Anatomy Online, SUNY Downstate Medical Center - "Arteries of the lower extremity shown in association with major landmarks."